# Lion Air
PT Lion Mentari Airlines, действующая как Lion Air, — крупнейшая частная авиакомпания Индонезии со штаб-квартирой в столице страны Джакарте, работающая в сфере регулярных пассажирских перевозок по 126 пунктам назначения в Индонезии, Сингапуре, Вьетнаме, Малайзии, Саудовской Аравии и других странах. Портом приписки авиакомпании и её главным транзитным узлом (хабом) является международный аэропорт Сукарно Хатта в Джакарте, в качестве ещё одного хаба используется международный аэропорт Джуанда в Сурабае.
Вместе с рядом других авиакомпаний мира Lion Air вместе со своим дочерним подразделением Wings Air внесена в список авиаперевозчиков, которым запрещены полёты в воздушном пространстве стран Евросоюза. Lion Air несколько раз подавала заявку на вступление в Международную ассоциацию воздушного транспорта, однако все её заявки отклонялись по причине наличия у компании серьёзных проблем в области обеспечения авиационной безопасности.

## История
Авиакомпания Lion Air была образована в октябре 1999 года и начала операционную деятельность 30 июня следующего года с выполнения на арендованных самолётах Boeing 737-200 регулярных пассажирских перевозок между Джакартой и Понтианаком. Компания находится в собственности индонезийского бизнесмена Русди Кираны и его семьи.

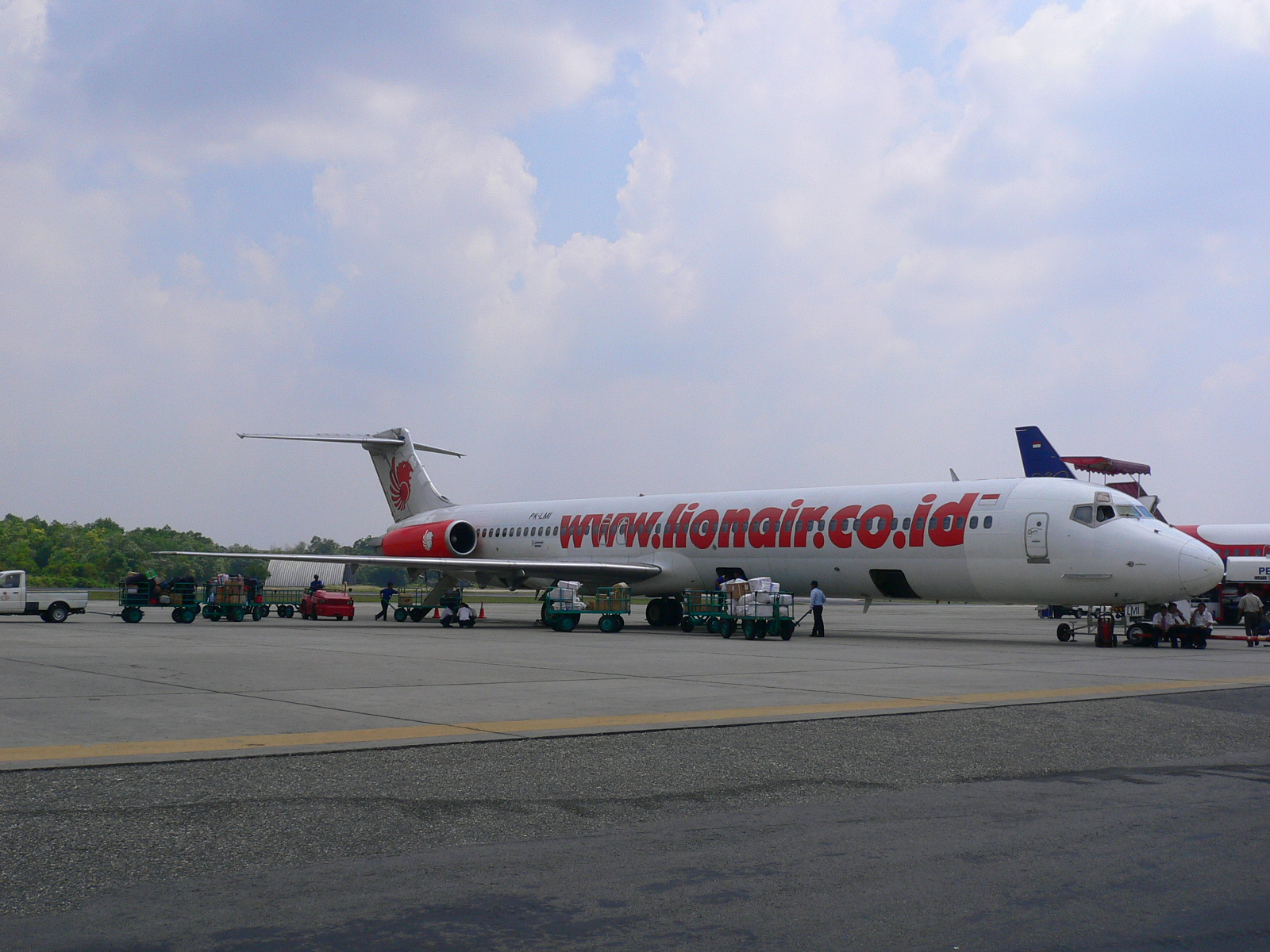
McDonnell Douglas MD-82 авиакомпании Lion Air в международном аэропорту имени султана Шарифа Касима II (Индонезия), 2006 год

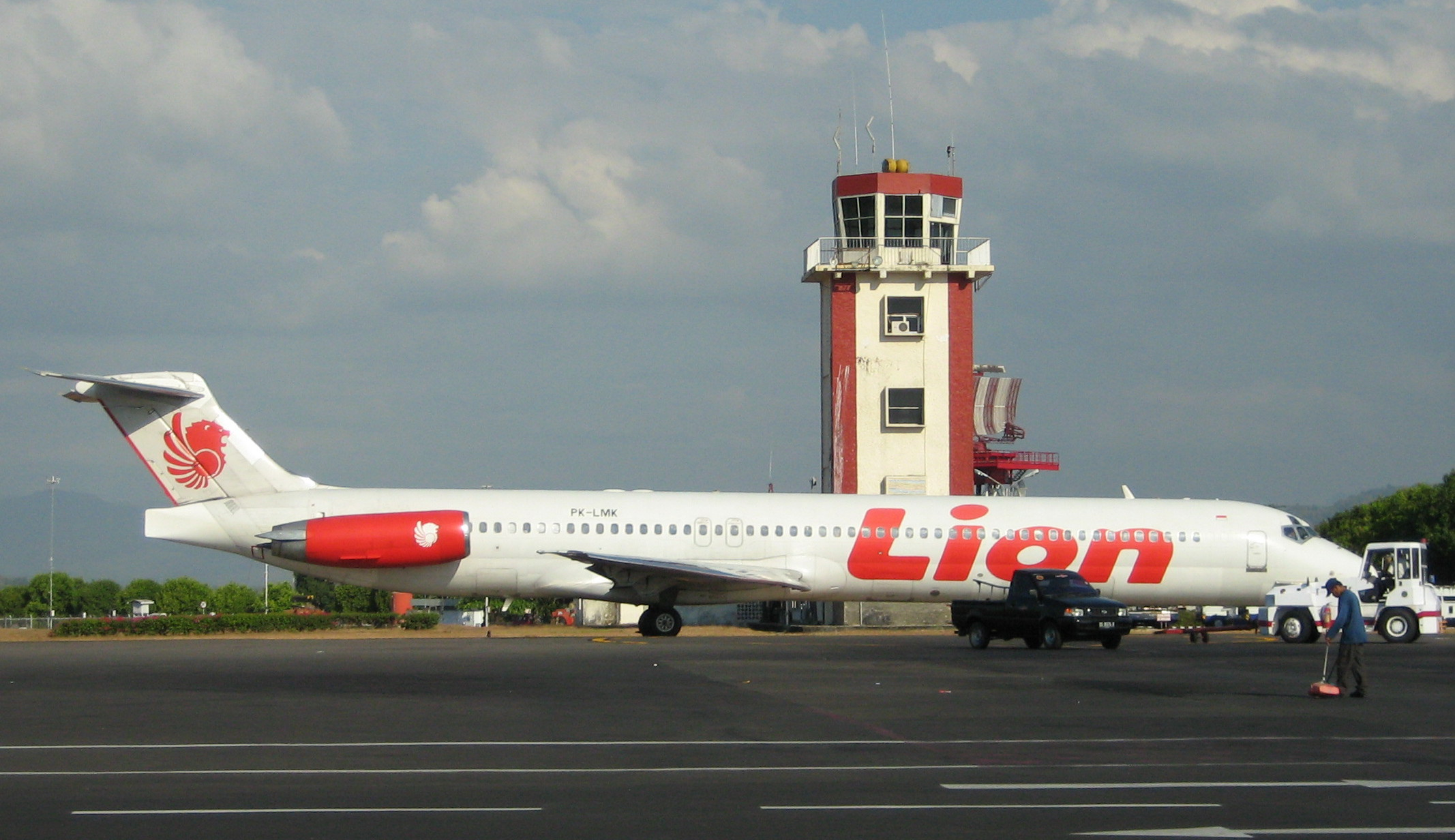
McDonnell Douglas MD-82 авиакомпании Lion Air в международном аэропорту Макассар

С февраля 2010 года авиакомпания увеличила частоту выполнения регулярных рейсов на маршруте Джакарта-Понтианак до пяти раз в неделю. Данное направление обслуживается двумя лайнерами Boeing 747-400 с компоновками салонов на 496 пассажирских мест каждый.
Lion Air планирует вступить в Международную ассоциацию воздушного транспорта (IATA) и стать тем самым вторым авиаперевозчиком в стране после Garuda Indonesia — членом этой организации, однако вследствие наличия текущих проблем в области обеспечения авиационной безопасности в начале 2011 года IATA отклонила очередную заявку перевозчика на членство в ассоциации.
В конце 2010 года авторитетный журнал Aviation Week сообщил о планах Lion Air по созданию совместного предприятия с малайзийской авиакомпанией Berjaya Air. В случае реализации данных планов, бизнес индонезийского перевозчика получит хороший стимул развития с расширением маршрутной сети регулярных направлений и возможностью использования на данных маршрутах большого парка уже имеющихся воздушных судов. Для Lion Air это стало второй попыткой по созданию иностранной дочерней авиакомпании после неудачного плана с организацией Lion Air Australia. Впоследствии и вторая попытка окончилась неудачей — планы по организации нового перевозчика были пересмотрены руководством, которое в итоговом релизе сослалось на возникшие разногласия между двумя сторонами.
19 июля 2011 года Lion Air была вынуждена остановить эксплуатацию 13 самолётов по распоряжению надзорного органа и в связи с нарушениями по этим самолётам маршрутного расписания в 80 % выполненных рейсов. Министерство транспорта Индонезии также отметило, что по результатам проведённого с января по апрель 2011 года контроля в 24 аэропортах страны, Lion Air оказалась худшей из шести авиакомпаний Индонезии по фактору соблюдения маршрутного расписания, составившего в указанный промежуток времени всего лишь 66,45 процентов.
18 ноября 2011 года авиакомпания совместно с корпорацией Boeing объявили о намерении заключить контракт на поставку 201 самолёта Boeing 737 MAX и 29 самолётов Boeing 737-900ER на общую сумму в 21,7 млрд долларов США. После подписания твёрдого контракта данная сделка стала крупнейшей за всю историю коммерческой авиации мира.
В январе 2012 года Министерство транспорта Индонезии заявило о применении санкций к Lion Air по причине того, что у некоторых пилотов и членов кабинных экипажей авиакомпании в течение нескольких месяцев обнаруживали кристаллы метамфетамина. Руководство перевозчика объявило выговоры ряду сотрудников, у пилотов были отозваны лицензии. Проблемы, однако, продолжались. В начале 2011 года один из членов экипажа авиакомпании был арестован в Джакарте за хранение метамфетамина, в конце того же года полиция арестовала на вечеринке в Тангеранге командира экипажа Мухаммада Насри и двух вторых пилотов, а в начале 2012 года в Макассаре был задержан другой лётчик по обвинению в распространении метамфетамина.
4 февраля того же года после положительного теста мочи на употребление наркотиков полиция арестовала ещё одного пилота Lion Air, который в тот же день должен был вести самолёт регулярным рейсом Сурабая-Макассар-Баликпапан. В начале февраля 2012 года бывшая стюардесса авиакомпании получила по SMS послание с угрозой расправы после своего выступления по телевидению с заявлением о том, что большинство пилотов компании являются регулярными потребителями наркотиков. SMS пришла от сотрудников Lion Air, хотя сама компания в заявлении не упоминалась.

## Флот

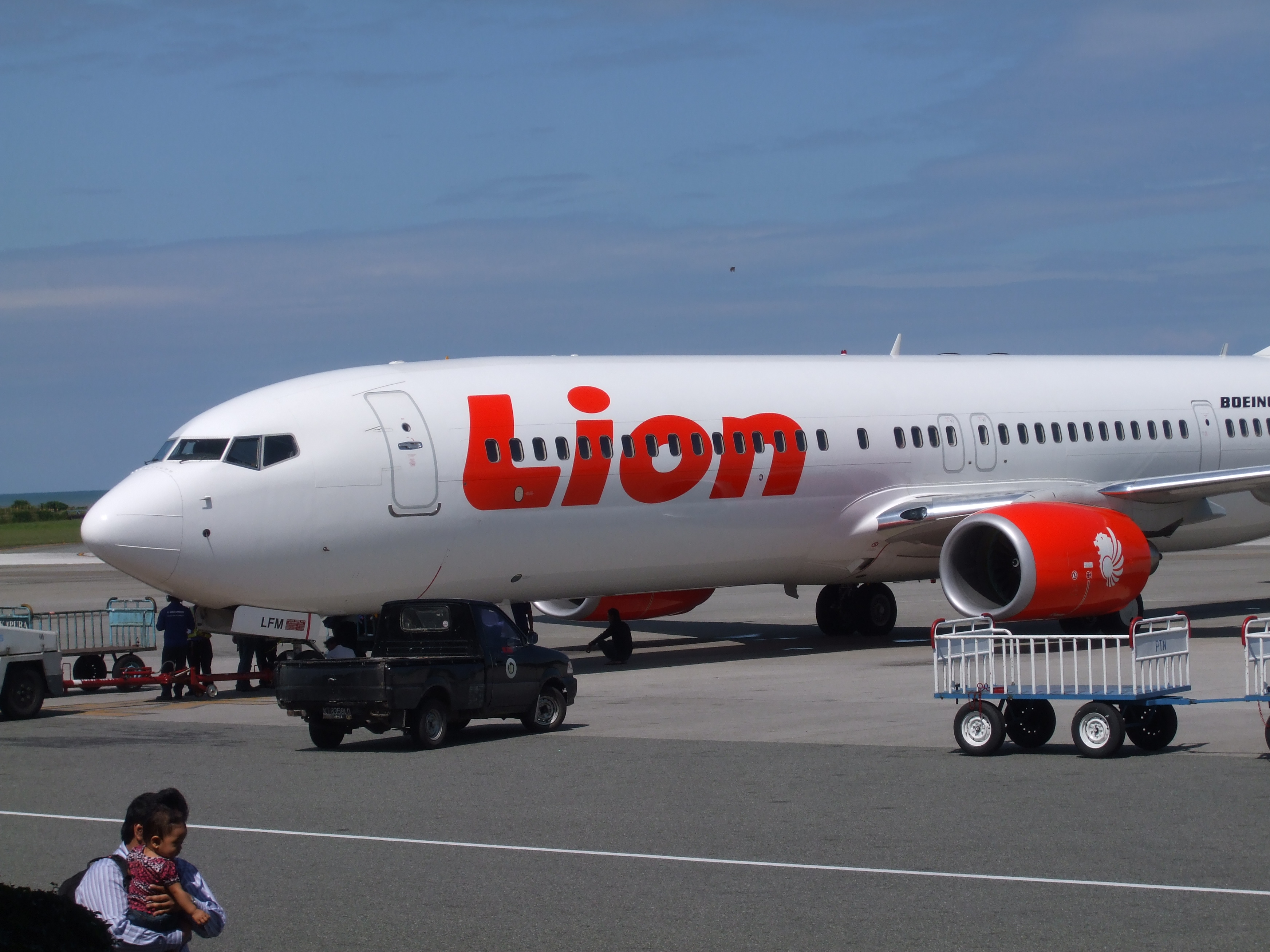
Boeing 737-900ER авиакомпании Lion Air в аэропорту Сепинггана (Баликпапан, Восточное Борнео, Индонезия)

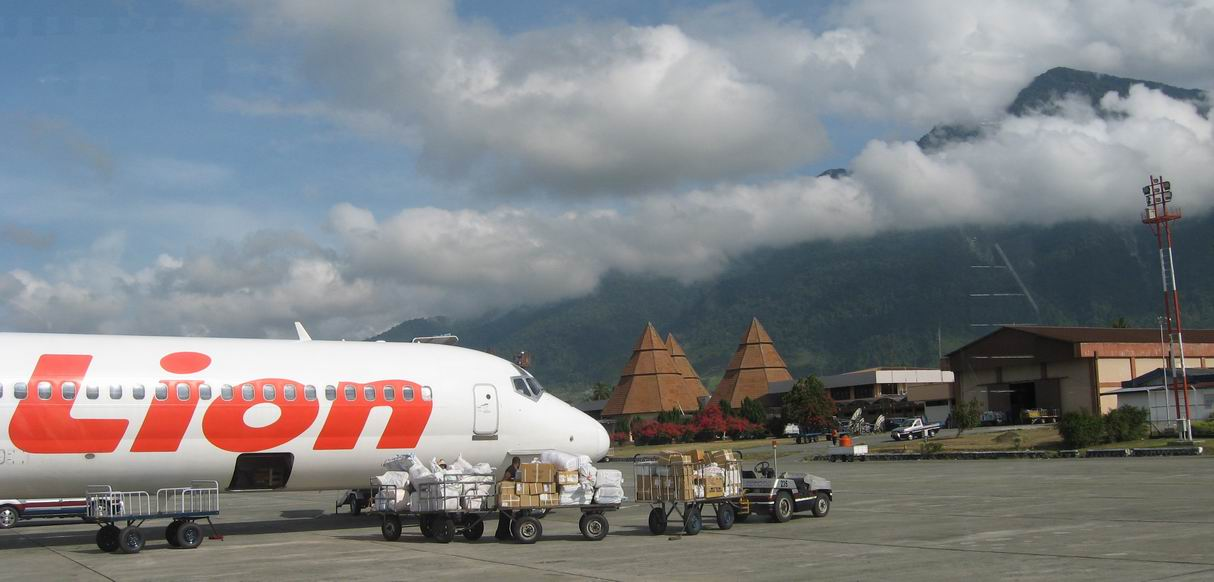
McDonnell Douglas MD-82 авиакомпании Lion Air в аэропорту Сентани

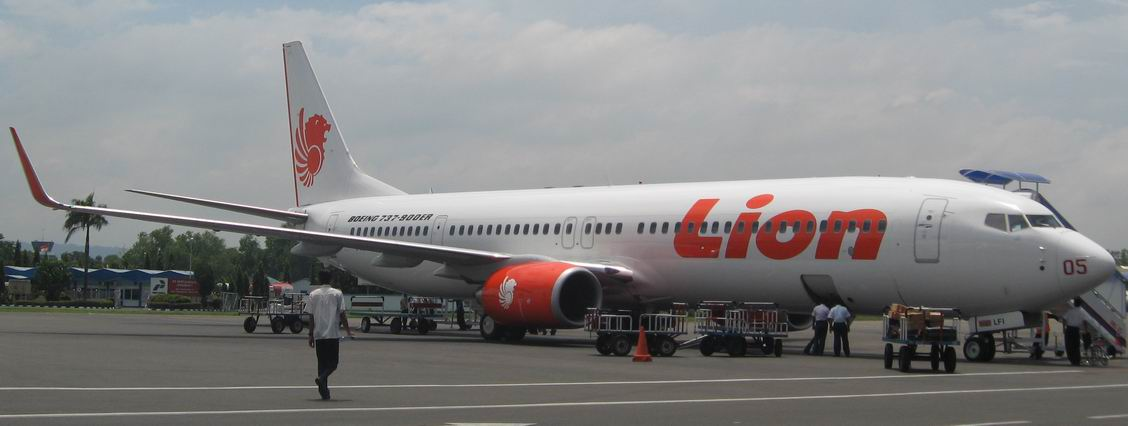
Boeing 737-900ER авиакомпании Lion Air в аэропорту Макассар

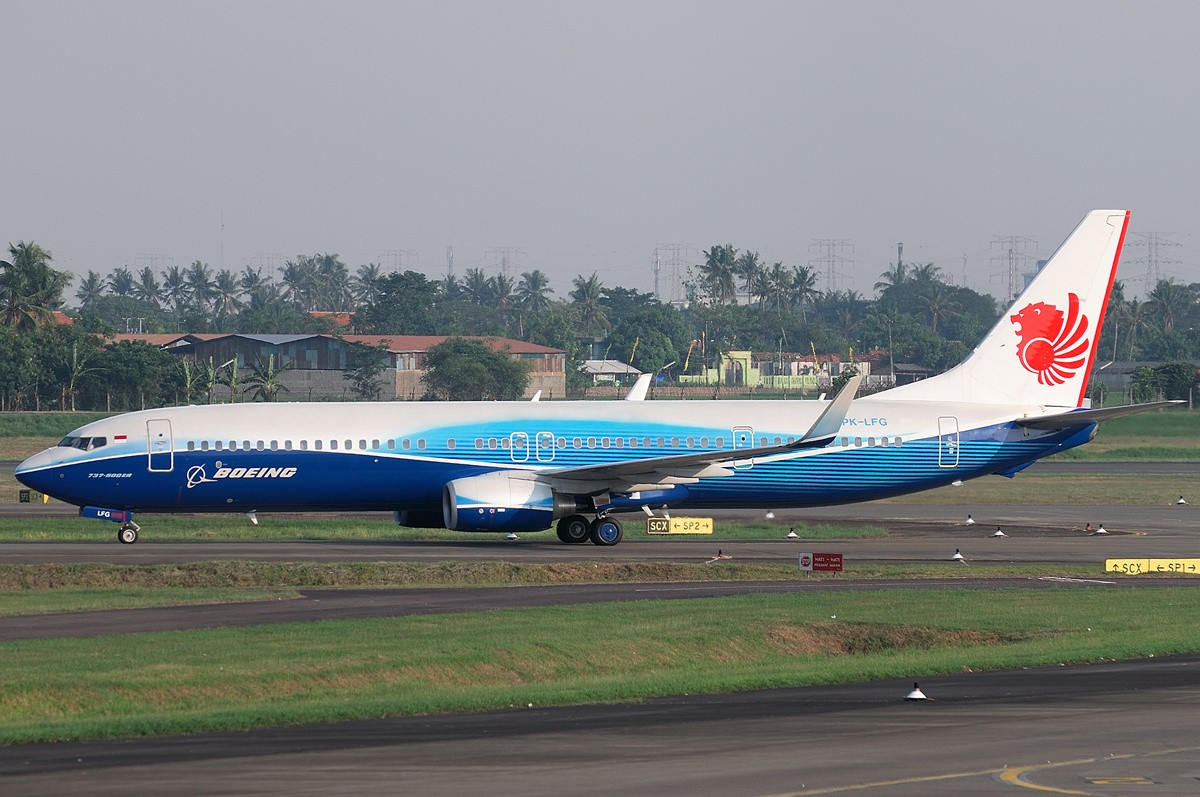
Первый самолёт модели Boeing 737-900ER с двумя логотипами одновременно (авиакомпании Lion Air и корпорации Boeing). Международный аэропорт Джакарты имени Сукарно Хатта, 21 мая 2010 года

В августе 2021 года флот Lion Air состоял из 140 самолётов, средний возраст которых 8,1 лет:
| Тип самолёта     | В эксплуатации | Заказано | Пассажирских мест | Пассажирских мест | Пассажирских мест | Примечания |  |  |  |  |
| Тип самолёта     | В эксплуатации | Заказано | B                 | E                 | Всего             | Примечания |  |  |  |  |
| Airbus A330-300  | 3              | 0        | —                 | 440               | 440               | |  |  |  |  |
| Airbus A330-900  | 6              | 2        | —                 | 436               | 436               | |  |  |  |  |
| Boeing 737—800   | 43             | 0        | 0                 | 189               | 189               | Перезаказ на −900ER Борт PK-LKP в ливрее "80th" Борт PK-LKV в ливрее "90th" Борт PK-LPJ в ливрее "150th" Борт PK-LPK & PK-LPL в ливрее "Lionparcel.com"                                       |  |  |  |  |
| Boeing 737-900ER | 78             | 0        | 0                 | 213               | 213               | Стартовый эксплуатант серии 737-900ER Борт PK-LFF & PK-LFG в ливрее "Boeing" Борт PK-LHY в ливрее "50th" Борт PK-LJO в ливрее "60th" Борт PK-LJZ в ливрее "70th" Борт PK-LOF в ливрее "100th" |  |  |  |  |
| Boeing 737 MAX 8 | 10             | 4        | 0                 | 180               | 180               | Поставки начались в 2017 году. |  |  |  |  |
| Всего            | 140            | 6        |                   |                   |                   | |  |  |  |  |

### Заказы самолётов
Авиакомпания Lion Air стала стартовым эксплуатантом серии лайнеров Boeing 737-900ER, контракт на которые был подписан в 2005 году. 26 мая того же года руководство перевозчика заключила с корпорацией Boeing предварительное соглашение на поставку 60 самолётов Boeing 737 Next Generation на сумму в 3,9 млрд долларов США. В июле 2005 года Lion Air подтвердила свой заказ, тем самым преобразовав его в твёрдый контракт. В договоре предусматривалась компоновка салонов на 215 пассажирских мест в одноклассной конфигурации, а также оснащение самолётов турбовентиляторными двигателями CFM56-7B. 27 апреля 2007 года Boeing поставил первый лайнер B737-900ER, который был окрашен сразу в две цветовые схемы: вертикальный стабилизатор нёс логотип Lion Air, а фюзеляж самолёта — расцветку корпорации «Боинг» и надпись «Boeing Dreamliner».
В ноябре 2011 года Lion Air и корпорация Boeing объявили о намерении заключить контракт на поставку 29 самолётов Boeing 737-900ER и 201 самолёта Boeing 737 MAX, общая сумма сделки при этом была оценена в 21,7 млрд долларов США. Твёрдый контракт был подписан 14 февраля следующего года с уточнениями модели серии 737 MAX, как Boeing 737 MAX 9, что автоматически сделало Lion Air стартовым эксплуатантом самолётов данной серии. К моменту подписания договора общая сумму сделки выросла до 22,4 млрд долларов США по каталожным ценам Боинга. Данный контракт является крупнейшей в истории коммерческой авиации сделкой по состоянию на апрель месяц 2012 года. Кроме этого, перевозчик заказал к самолётам Boeing 737-900ER двигатели CFM 56-7 на общую сумму около 580 млн долларов США и двигатели CFM LEAP-1B к лайнерам Boeing 737 MAX на общую сумму в 4,8 млрд долларов США. Поставки 900-й серии планируется начать в 2016 году, серии MAX 9 — в 2017 году.
18 марта 2013 г. в Париже авиакомпания Lion Air подписала твёрдый контракт с концерном Airbus на поставку 234 самолётов семейства А320, состоящий из 109 самолётов A320neo, 65 A321neo и 60 A320-200, на общую сумму 18,4 млрд долларов США. Сделка стала крупнейшей в истории Европейского авиастроительного концерна. На специальной церемонии в Елисейском дворце в присутствии президента Франции Франсуа Олланда документы были подписаны президентом и генеральным директором Airbus Фабрисом Брежье (Fabrice Brégier) и соучредителем и генеральным директором компании Lion Air Group Русди Кирана (Rusdi Kirana).
В пресс-релизе концерна Airbus указано, что о выборе двигателя для самолётов и вариантах компоновки пассажирских салонов Перевозчик объявит ближайшем будущем.

### Выведенные из эксплуатации
| Тип самолёта               | Всего |
| Airbus A310                | 2     |
| Boeing 737-200             | 2     |
| McDonnell Douglas MD-82    | 22    |
| McDonnell Douglas MD-90-30 | 5     |
| Як-42                      | 2     |

## Аварии и катастрофы
- 14 января 2002 года. Самолёт Boeing 737—200 (регистрационный PK-LID), выполнявший регулярный рейс 386, упал сразу после взлёта из международного аэропорта имени Султана Шарифа Касима II. Из 103 человек на борту один человек получил травмы. Самолёт впоследствии был списан.
- 30 ноября 2004 года. McDonnell Douglas MD-82 (регистрационный PK-LMN), следовавший регулярным рейсом 538 Джакарта-Суракарта-Сурабая, при посадке в международном аэропорту Суракарты на большой скорости выкатился за пределы взлётно-посадочной полосы. Из 142 человек на борту самолёта погибло 25, включая командира корабля. Первый инцидент в авиакомпании с человеческими жертвами[19].

- 4 марта 2006 года. Самолёт McDonnell Douglas MD-82 потерпел крушение при посадке в международном аэропорту Джуанда[20]. После касания взлётно-посадочной полосы экипаж включил реверс двигателей, при этом не сработала обратная тяга левого двигателя[20], в результате чего самолёт развернуло вправо, произошёл выкат за пределы ВПП на дистанцию около 2100 метров[20]. Никто из находившихся на борту людей не пострадал, лайнер получил значительные повреждения и был списан[20].
- 24 декабря 2006 года. Самолёт Boeing 737-400, выполнявший рейс 762 Джакарта-Уджунг, произвёл посадку в аэропорту назначения с закрылками, выпущенными в неправильное положение[21]. В результате жёсткой посадки отделилась правая основная стойка шасси, левая основная стойка пробила фюзеляж, обшивка корпуса самолёта собралась складками[21]. Никто из находившихся на борту людей не пострадал, лайнер получил серьёзные повреждения и был списан[21].
- 23 февраля 2009 года. Самолёт McDonnell Douglas MD-90, следовавший регулярным рейсом 972, совершил посадку в аэропорту Ханг Надим (Батам) без передней стойки шасси. О пострадавших не сообщалось, лайнер был отремонтирован и продолжил работу в авиакомпании.
- 9 марта 2009 года. Вследствие ошибки экипажа (нестабилизированный на высоте 100 футов заход на посадку) самолёт McDonnell Douglas MD-90 (регистрационный PK-LIL), следовавший регулярным рейсом 793, совершил посадку в аэропорту Джакарты слева от осевой линии взлётно-посадочной полосы 25L. Пытаясь остановить скольжение вправо, командир корабля использовал разнотяг реверса двигателей, после чего самолёт остановился на грунте с носовой стойкой шасси, оставшейся на полосе. О пострадавших не сообщалось, лайнер получил серьёзные повреждения[22].
- 13 апреля 2013 года. «Боинг-737-800» не долетел до ВПП аэропорта Денпасара, приземлился на мелководье и разломился на две части. Выжили все 108 человек на борту.

- 29 октября 2018 года Боинг 737 MAX 8 (рейс JT-610) потерпел крушение через 13 минут после вылета из аэропорта Джакарты. Из 189 человек на борту самолёта погибли все.